# Achyrolimonia cuthbertsoni
Achyrolimonia cuthbertsoni är en tvåvingeart som först beskrevs av Alexander 1934.  Achyrolimonia cuthbertsoni ingår i släktet Achyrolimonia och familjen småharkrankar.
Artens utbredningsområde är Moçambique. Inga underarter finns listade i Catalogue of Life.